# 平定镇
平定镇，是中华人民共和国广东省茂名市化州市下辖的一个行政建制镇。
境内的新华农场，列为化州市的一个类似乡级单位。

## 行政区划
平定镇下辖以下地区：
平定社区、高车村、新华村、山口坡村、圣古村、旺耀村、那平村、岭下村、大车村、旺竹村、上双村、下双村、平山村、沙坡村、蓬利村、那宾村、低坡村、陆赠村、马力村、积田村、旺垌村、翰堂村、红榄村、香山村和东岸村。

## 外部連結
- 化州市平定镇人民政府